# Алис Ерс
Алис Ерс (енгл. Alice Ayres; Ислворт, 12. септембар 1859 — Лондон, 25. април 1885) била је бабица и кућна помоћница коју је Енглеска одликовала због своје храбрости приликом спашавања деце из куће у пламену која су јој била дата на чување.
Алис је била помоћница и дадиља породици свог брата Хенрија и сестре Мери Ен. Хенри је поседовао продавницу уља и боја јужно од Лондона, а Алис је живела са породицом изнад продавнице. Године 1885. у радњи је избио пожар, када је изгорела цела кућа, из које је Алис пре тога успела да изведе и спаси своје три нећакиње, пре него што је пала са прозора и смртно страдала.
Британија је у јеку индустријске револуције доживела период великих друштвених промена у којима су брзорастући новински медији све већу пажњу посвећивали активностима сиромашније класе. Начин Алисине смрти изазвао је велико интересовање и пажњу јавности, па је велики број људи присуствовао њеној сахрани и допринео финансирању меморијала у њену част. Убрзо након своје смрти, она је прошла оно што је описано као "секуларна канонизација", која је широко приказана у популарној култури и иако се о њеном животу врло мало знало, њен пример је навођен као узор. Различити друштвени и политички покрети промовисали су Алис као пример вредности које држи њихов посебан покрет. Околности њене смрти биле су искривљене да би се створио утисак да је запослена спремна да умре ради породице свог послодавца, а не због деце са којом је била у блиској вези.
Од 1902. године њено име је дато споменици херојском самопожртвовању која се додељује у Енглеској, а 1936. године улица у близини места пожара носи њено име.